# Saint-Just-en-Chevalet
Saint-Just-en-Chevalet är en kommun i departementet Loire i regionen Auvergne-Rhône-Alpes i centrala Frankrike. Kommunen ligger i kantonen Saint-Just-en-Chevalet som tillhör arrondissementet Roanne. År 2022 hade Saint-Just-en-Chevalet 1 145 invånare.

## Befolkningsutveckling
Antalet invånare i kommunen Saint-Just-en-Chevalet
| Referens: INSEE |